# 博尔吉
博尔吉是意大利艾米利亚-罗马涅大区弗利-切塞纳省的一个镇，面积30.1平方公里，人口2,183人（2004年）。